# KCNH1

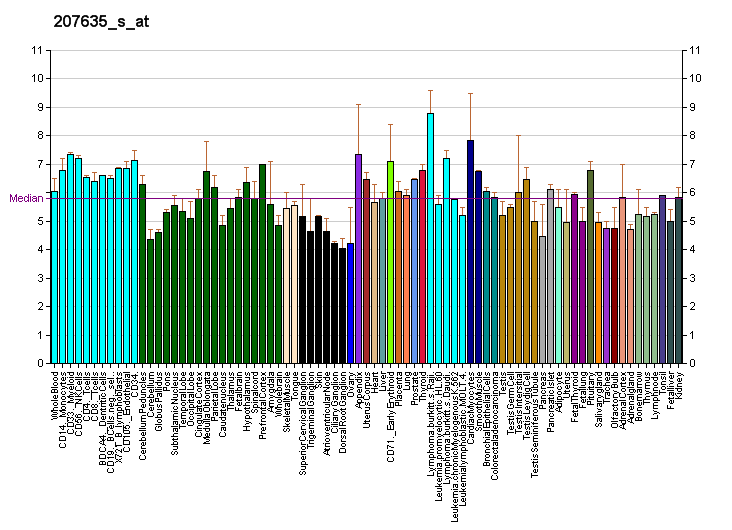

KCNH1 هو مركب موجود على غشاء الخلية العصبية ونوع من أنواع القناة الأيونية التي تسبب كمون الفعل.

## الوظيفة
KCNH1 مثل كل قناة أيونية، فهو يسمح بتدفق الأيونات إلى السيتوبلازم وهذا يؤدي إلى تغير الجهد الغشائي.

## الأمراض
طفرة هذا البروتين تُسبب إعاقة في النمو.